# Ardité

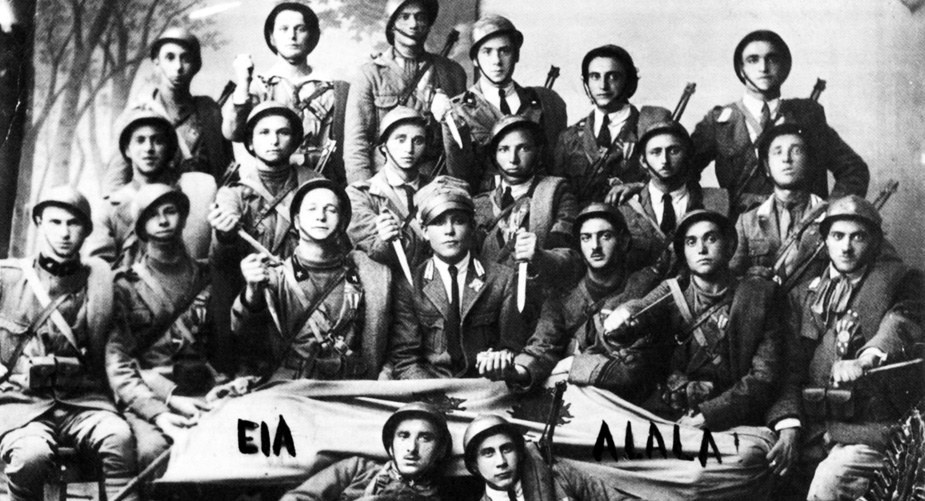
Příslušníci italských úderných oddílů v roce 1919

Ardité (italsky Arditi, doslova Odvážní) bylo označení pro speciální jednotky italské královské armády v průběhu první světové války. Experimenty s vytvořením úderných oddílů vycvičených k rychlému překonání země nikoho a obsazování nepřátelských zákopů byly v italské armádě podle příkladu německých Sturmtruppen podnikány již od počátku války. Reparti d'assalto, čili útočné jednotky byly založeny až v roce 1917. Původně se Ardity stávali především dobrovolníci, avšak postupně byli do těchto elitních úderných jednotek vybíráni silní a odolní muži na základě doporučení svých velitelů. Často se jednalo o vojáky původně působící v elitních jednotkách Bersaglieri nebo u horských alpínských oddílů. Kromě standardních zbraní byli Ardité cvičeni i v boji na blízko, kdy používali boxery, dýky, nože, bijáky či sekery. Museli umět zacházet s granáty, kulomety a plamenomety. Zasáhli do závěrečných bitev na Soči a bojovali i v bitvách na Piavě.
Po skončení války podpořila část Arditů italského básníka a veterána Gabriele d'Annunzia, který v září 1919 okupoval Fiume a záhy v obsazeném městě vyhlásil samostatné Italské regentství Carnaro. Velká část Arditů navíc po válce stranila sílícímu fašistickému hnutí v čele s Benitem Mussolinim a vstoupila do jeho Národní fašistické strany. Levicově orientovaní Ardité pak v roce 1921 založili paramilitární antifašistickou organizaci Arditi del Popolo.